# Agua Bella
Agua Bella es un grupo femenino peruano de cumbia peruana, formado a finales del año 1999 inicialmente como el dúo Evelyn y Yolanda y posteriormente como Agua Bella al año siguiente. Se caracteriza por tener a vocalistas que combinan la fuerza y calidad vocal con la sensualidad del baile.
Alcanzaron el éxito en el Perú y otros países, debido a la popularidad de la tecnocumbia peruana, siendo su época dorada desde 1999 a 2004. Durante esa etapa, surgieron bifurcaciones como Alma Bella y Bella Bella.

## Historia

### Inicios
Agua Bella fue fundada a mediados del año 1999 por José Castillo, productor de la orquesta Euforia, y Junay Amasifuén. Sus primeras integrantes fueron Evelyn Campos y Yolanda Medina, ya conocidas en el norte por integrar la agrupación Sexteto Internacional. El dúo grabó los primeros éxitos de la agrupación como Imposible olvidarte, Merezco un nuevo amor y Lucerito.
El fundador José Castillo recorrió el país en busca de nuevos talentos, especialmente el norte. De los casting realizados fueron elegidas Marina Yafac y Maricarmen Marin como vocalistas y dos bailarinas que completaron el grupo (Cynthia Macedo «la Licuadora Humana» y Gladys Salinas).
El grupo empezó a trabajar en marzo del año 2000, el resultado fue el primer CD Cariño loco, el cual contiene los temas «Dulce amor» y «Cariño loco». Debido al éxito del disco, obtuvo el primer Disco de Oro para la banda. Antes de la grabación del segundo CD ¡Sólo hay una!, Maricarmen Marín dejaría momentaneamente el grupo siendo fueron fichadas Alhely Cheng como la segunda voz y añadiendo dos bailarinas estables para la banda, Nancy Castello «la Garotinha» (por su procedencia brasileña) y Giselle Morote; sin embargo esta última bailarina no duraría mucho dando pase al regreso de Marín esta vez como tercera voz, dando paso al conocido al primer quinteto femenino como delantera en el grupo: Cynthia, Alhely, Marina, Maricarmen y Nancy.

### Consolidación
El segundo CD conduce a Agua Bella a la popularidad en Perú con las canciones «Luna bonita», «Agua de veneno» y «Pasito tun tun». Comenzando el 2001, a Castillo se le ocurre la idea de formar un cuarteto de voces, añadiendo a Rosa Salazar como nueva voz. A pesar que solo duró 3 meses aproximadamente en la agrupación, no llego a grabar ninguna canción para alguna producción de la orquesta, pero interpretaba covers en solo durante su estadía en las presentaciones como «Sangre caliente» o «Me resigno a olvidarte» teniendo ahora como delantera a: Cynthia, Rosa, Alhely, Marina, Maricarmen y Nancy . Poco después de la ida de Rosita Salazar, Alhely deja el grupo rápidamente, debido a la propuesta de ir a ser la nueva vocalista del grupo Euforia también del mismo manager del Agua Bella. Poco antes del retiro de Cheng de la orquesta, colabora con parte de la producción Mil Años con los temas «Salud comadrita» y «Paloma del alma mía»; y es cuando retorna Evelyn Campos siendo presentada como la nueva integrante en una presentación en Chiclayo. Es ahí donde se forma la llamada Dupla de Oro por la primera voz de Marina y Evelyn como nueva segunda voz. La delantera la conformaron ahora: Cynthia, Evelyn, Marina, Maricarmen y Nancy.
Tras la grabación del disco doble Mil Años que incluye a los temas populares «Voy a buscarme un amor», «Por qué, por qué», «El silbido» y las conocidas rockolas; la agrupación participó al Festival Internacional del Cuzco, donde fueron nombradas «Primera potencia musical femenina del Perú», debido al éxito alcanzado con el disco doble.
A mediados del 2001, Maricarmen deja el grupo con la idea de un nuevo proyecto musical y bifurca con talentos del mismo género, su agrupación rival Bella Bella junto a Alhely Cheng y Cindy Marino. Es fichada en nuevo casting la cantante Giuliana Rengifo que se había hecho previamente tras el aniversario de la agrupación (posiblemente con la idea de Castillo de formar nuevamente un cuarteto de voces cuando la delantera eran Marina Yafac, Alhely Cheng, Maricarmen Marín y Rosa Salazar) tomando el puesto vacio de tercera voz, y posteriormente Cynthia dejaría temporalmente la agrupación tomando Kelly Tito su lugar como nueva bailarina. La banda alcanza un momento de estabilidad, Evelyn Campos y Marina Yafac, como primeras voces son llamadas la Dupla de Oro de Agua Bella. El quinto CD, ¡Mejor que Nunca! obtuvo un récord de ventas y Disco de Platino, con Evelyn y Marina como principales vocalistas, Giuliana como tercera voz, Kelly y Nancy como bailarinas, obteniendo éxitos como «Te dejo libre», «El zapateadito», «Te invito a bailar» y «Cumpliremos el pacto».

### Primer éxito internacional
Después del quinto CD, empiezan los cambios con las cantantes principales. Tras el embarazo, Marina abandona el grupo, en que posteriormente se consolida como solista su canción «Los hombres son una basura». Es entonces que Giuliana aprovecha sus progresos vocales y junto con Evelyn Campos formaron las voces del sexto CD Sólo compárame. Disco que tuvo mayor éxito en ventas y regalías al incluir canciones creadas para el grupo por autores peruanos como Walter Salazar. Teniendo como resultado en el 2002 la canción del año «Solo compárame», canción del verano «Que no, que no» y otros éxitos como «Me abandonaste» y «Salud por él». La fama del disco y del grupo hizo que la agrupación se internacionalizara y saliera de gira por Estados Unidos, España, Italia, Ecuador, Bolivia, Colombia y Chile.
Regresando de la gira, a mediados del 2002, presentan su nuevo material discográfico: Mi orgullo puede más obteniendo nuevamente el respaldo del público, cuyos éxitos fueron: «Qué tienen tus ojos», «Mi orgullo puede más» y «Borracha por tu amor». Siendo elegida como la mejor agrupación femenina, además que Giuliana fue elegida la chica del año 2002 por la revista Gente y chica de portada por la prensa peruana ese mismo año.
Una de las cantantes, Yolanda Medina, fundó posteriormente Alma Bella en 2002 que sigue el legado de la agrupación a cargo de Nilver Huarac. A diferencia a Agua Bella, predominan otros estilos ajenos a la cumbia.
El 2003 llegó el nuevo disco Imparables que incluía canciones como «Llévate mi corazón», «Dime por que te vas» y «El fiestón 1», esta última denominada el «Mix Lambadas» grabado por Evelyn Campos y Giuliana Rengifo. Este quinteto al mando de Evelyn Campos junto a Giuliana Rengifo, Nancy Castello, Cinthya Macedo y Kelly Tito, se consolida y se dejan ver juntas durante dos años en medios televisivos, diarios y radio, siendo este quinteto las imágenes  de tres portadas en discos exitosos.
Las giras en el exterior siguen, la fama continua creciendo, pero a la par, el cambio de cantantes también. Se une Alejandra Pascucci como nueva bailarina. Las giras también llegan a Chile, Aruba y Argentina, y Agua Bella es considerado uno de los mejores grupos femeninos de Sudamérica. Y a finales del 2003 se lanzó un disco doble ¡El gran fiestón! Que incluye temas como «El fiestón 2», «Nostalgia», «Así te quería ver», «Que levante la mano», y el «Mix Gilda» con la colaboración de Bárbara la Llorona en Argentina. En el año 2004, Agua Bella realiza gira de despedida que ya que el mánager decide lanzar de solista a Evelyn Campos y Giuliana Rengifo, no dándose por el embarazo de esta última. En el 2007, Rengifo anunció su carrera de solista.

### Nueva generación
Del año 2005 hacia adelante, el mánager decide relanzar la agrupación esta vez como vocalistas más jóvenes a Nancy Castello y Alejandra Pascucci.
A lo largo de la historia del grupo, se unieron nuevas cantantes como Katy Jara, Angie Salcedo, Cielo Torres, Gaby Zambrano, Rommy Marcovich, entre otras, que en la actualidad, se incursionan sus carreras musicales como solistas. Rommy Marcovich es cantante de cumbia y balada romántica; Katy Jara se dedica a la música cristiana; Cielo Torres y Gaby Zambrano se incursionan en la salsa.
Durante el año 2006, la agrupación contó con un sexteto de integrantes, donde Alejandra Pascucci, Katy Jara, Angie Salcedo y Nancy Castello fueron el cuarteto de voces, mientras que Elisette Mendoza y Olga Lastra fueron las bailarinas.
También se incluyeron a las otras bailarinas como Kerly Masko, Génesis Tapia, Sally Portocarrero y Angye Zapata, ésta última de las últimas generaciones del conjunto.
La agrupación mantuvo su vigencia de la época con giras internacionales a otros países como España e Italia.
Para los 20 años de Agua Bella se realizó un concierto en vivo en el especial de Navidad de 2019, trayendo como invitada especial a su principal voz Evelyn Campos, al ser estadísticamente la cantante con más éxitos grabados en su voz –9 de 10 discos exitosos– para  la agrupación. Dicho concierto hizo que Agua Bella se incluya dentro de los 20 conciertos mas vistos del programa Domingos de fiesta en YouTube.[cita requerida]

### Reencuentro
En 2022 se organizó El reencuentro de las Bellas, una gira especial que contó la participación de las artistas primarias Yolanda Medina y Giuliana Rengifo.

## Discografía
- 2000: Cariño loco
- 2001: Sólo hay una!
- 2001: Mil años
- 2001: Mejor que nunca
- 2002: Mi orgullo puede más
- 2002: Sólo compárame
- 2003: Imparables
- 2003: El gran fiestón
- 2014: Y sus grandes éxitos originales